# Jonny Castro
Jonathan Castro Otto, mais conhecido como Jonny Otto ou simplesmente Jonny (Vigo, 3 de março de 1994), é um futebolista espanhol que atua como lateral-direito. Atualmente, defende o Alavés.